# Eusphaeropeltis punctatissimus
Eusphaeropeltis punctatissimus är en skalbaggsart som beskrevs av Lansberge 1887. Eusphaeropeltis punctatissimus ingår i släktet Eusphaeropeltis och familjen Hybosoridae. Inga underarter finns listade i Catalogue of Life.